# Ansel Adams
Ansel Easton Adams (San Francisco, California, 20 de febrero de 1902-22 de abril de 1984) fue un fotógrafo estadounidense, conocido por desarrollar el llamado sistema de zonas junto con Fred Archer.[cita requerida]

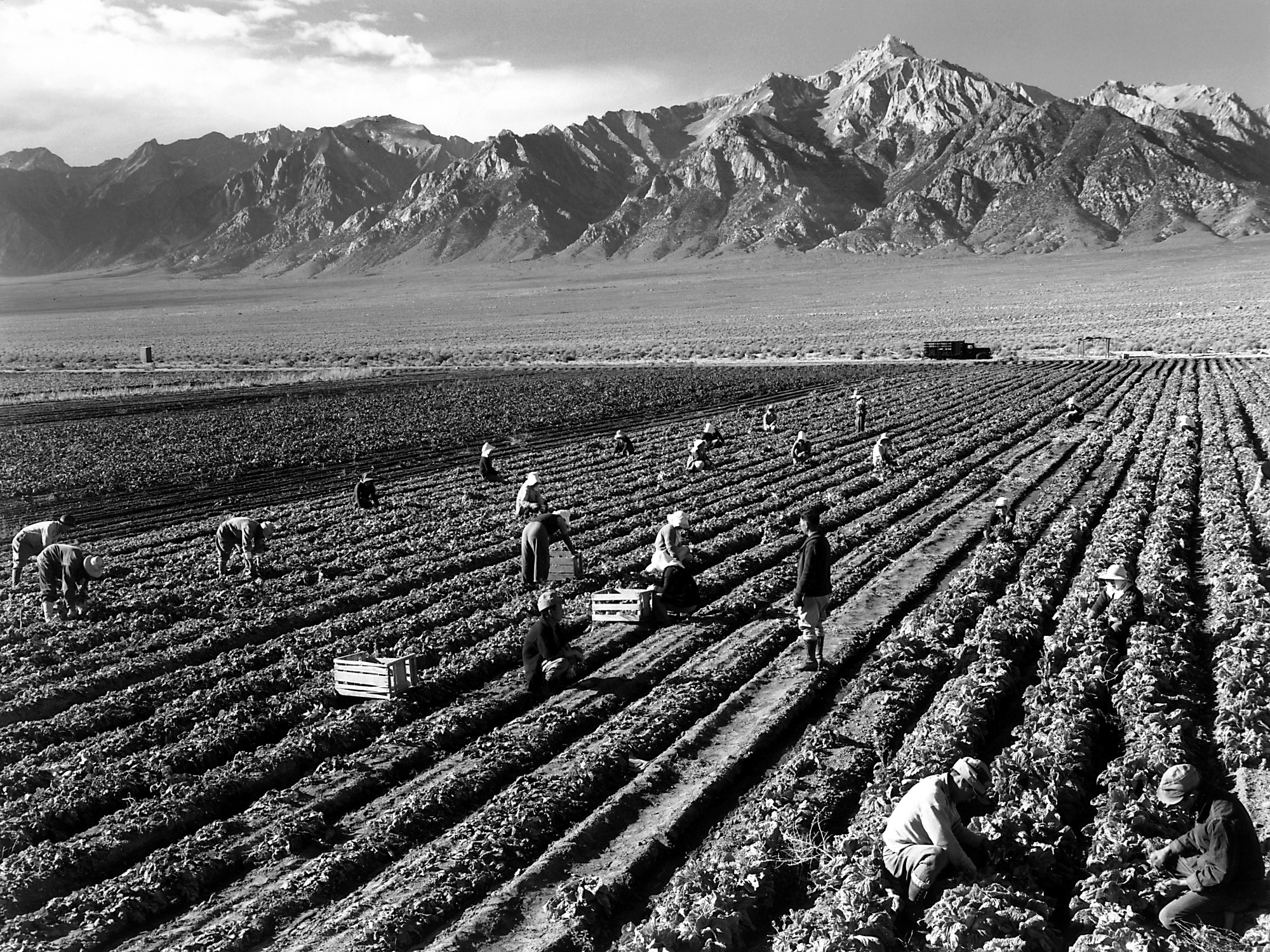
Fotografía de Ansel Adams: Trabajadores frente al Monte Williamson.

Fue conocido por sus fotografías en blanco y negro de paisajes del parque nacional de Yosemite en Estados Unidos (entre otros paisajes), y como autor de numerosos libros sobre fotografía, como su trilogía de manuales de instrucción técnica (La cámara, El negativo y La copia). Fundó la asociación fotográfica Grupo f/64 junto con otros maestros, como Edward Weston, Willard Van Dyke e Imogen Cunningham, entre otros.[cita requerida]
Su sistema de zonas es una demostración de cómo la cámara o el fotómetro (o exposímetro) de la misma mide el gris medio de 18% de reflectancia como zona media. El fotógrafo debe aumentar la exposición (o disminuirla) dependiendo de cuántos pasos de gris quiera fijar como punto de medición. El fotómetro de cualquier cámara, incluso el de una cámara digital, siempre «quiere» ver la zona medida como un gris medio.[cita requerida]

Espero ansioso nuevos procesos y nuevos desarrollos. Creo que la imagen electrónica será el próximo gran avance. Estos sistemas tendrán características estructurales ineludibles, y tanto los artistas como los técnicos deberán hacer un renovado esfuerzo para comprenderlos y controlarlos.

Ansel Adams

## Vida

Iglesia de Adams, Taos, Pueblo (1942).

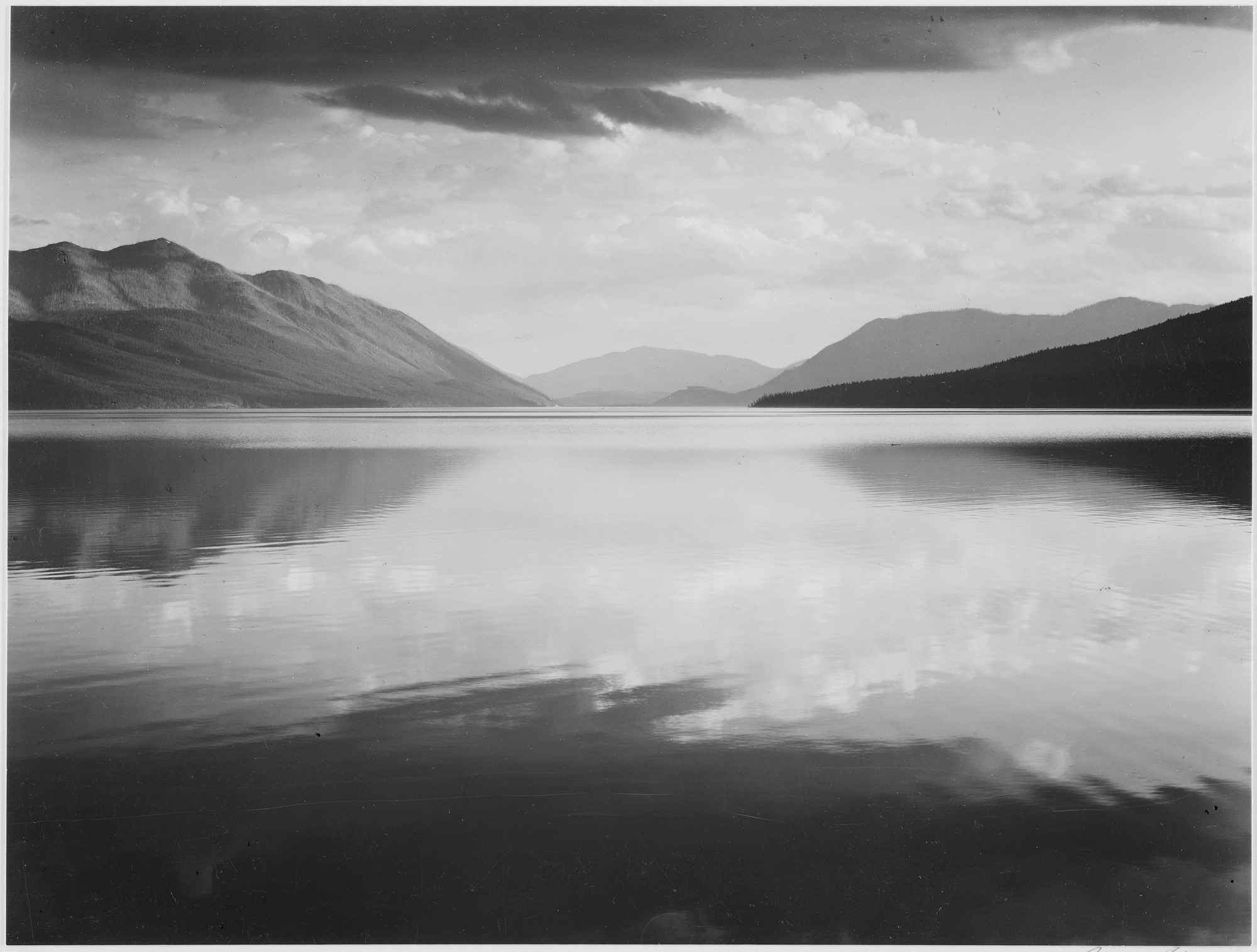
Ansel Adams: Amanecer, Lago McDonald, Parque nacional Glacier (1942).

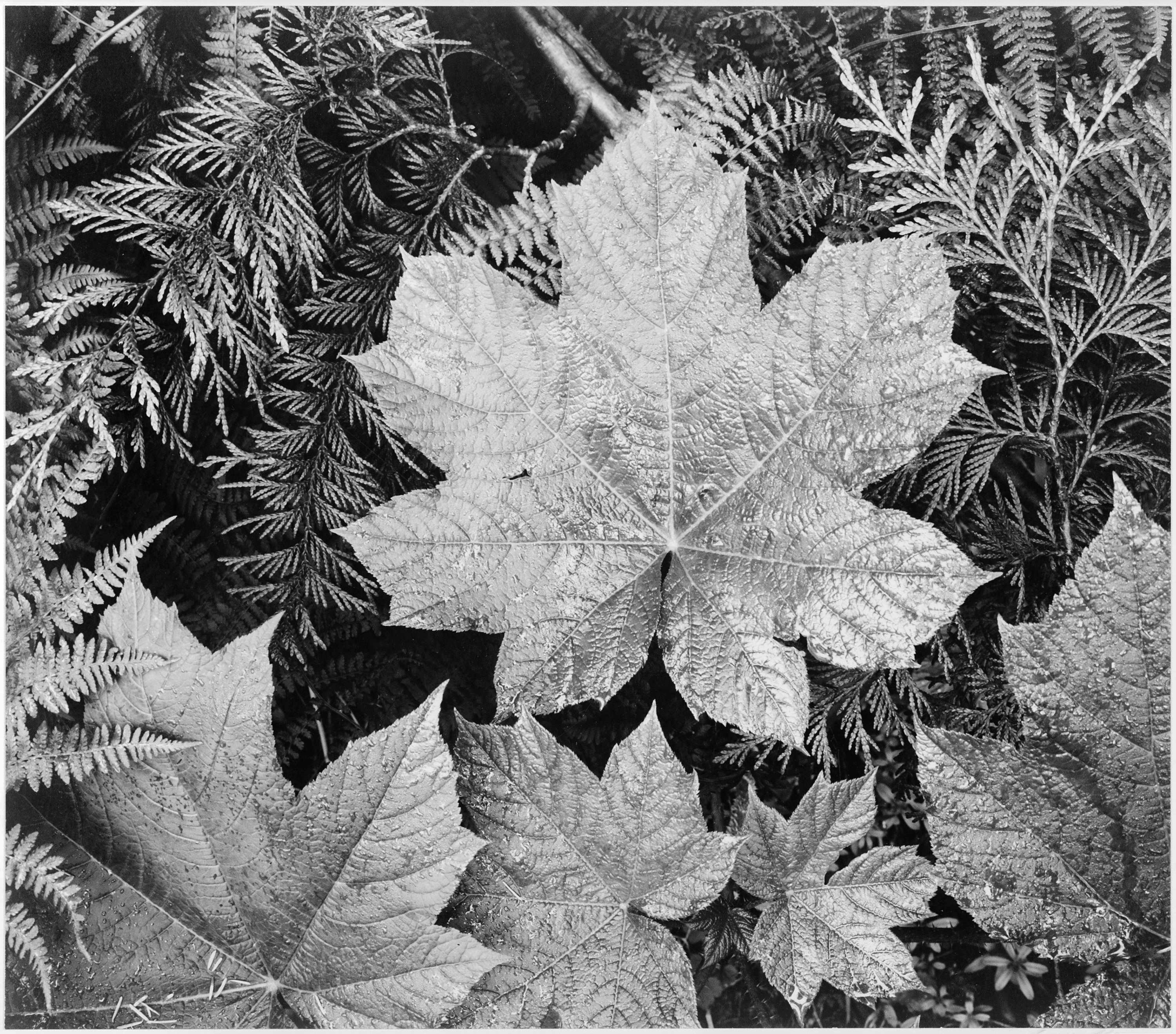
Hojas en primer plano En el Parque nacional Glacier (1942).

Ansel Easton Adams nació el 20 de febrero de 1902 en San Francisco, California. Cuando Adams tan solo tenía cuatro años, estuvo presente en el terremoto de San Francisco de 1906, donde sufrió una rotura de tabique nasal. Hijo único de Charles Hitchcock Adams y Olive Bray, creció en un ambiente victoriano (social y conservador). Pese a ser inteligente, era muy tímido, lo que, unido a la dislexia que padecía, le causó ciertos problemas al intentar integrarse en la escuela. Ansel Adams luchó durante toda su vida por defender y proteger la naturaleza. Estudió piano durante varios años, lo que le dio disciplina y estructura. Se inició en la fotografía utilizando una cámara Kodak #1 Box Brownie que le dieron sus padres. 
Se unió a un club donde conoció a su esposa, Virginia Best, y se casaron en 1928 y tuvieron dos hijos. En 1927 apareció Albert M. Bender en su vida, quien le ayudó, dándole energía y seguridad. En 1927 Adams conoció a Edward Weston, con quien entabló una gran amistad. Juntos, Adams, Strand, Cunningham y Weston formaron un grupo llamado «f/64» en 1932. Este grupo promovió y evolucionó la «straight photography». En 1930, Ansel Adams conoció al fotógrafo Paul Strand. Sus imágenes tuvieron un gran impacto en Adams, ayudándolo a alejarse del estilo pictorialista y a encaminarse hacia el estilo de «straight photography» (fotografía directa o pura), donde la claridad del lente es lo más importante, y donde la fotografía ha de sufrir el menor número de ajustes y retoques posible. 
En los años 1930 desarrolló el sistema de zonas. Adams fue destacando cada vez más por su energía y entusiasmo. Visitó por primera vez Nueva York en 1933 y conoció a Alfred Stieglitz, un fotógrafo al que siempre había admirado. Stieglitz le ayudó a hacer su primera exposición. En 1936 colaboró organizando la primera sección de fotografía en el Museo de Arte Moderno de Nueva York (MoMA). Ahí conoció a Beaumont (historiador de la fotografía) y a Nancy Newhall (escritora-diseñadora). Más tarde colaboraría con Dorothea Lange para un trabajo de la revista Life.  
El 6 de agosto de 1953, Adams le escribió una carta a Stieglitz, para hablarle de su precaria situación económica. Fue entonces cuando comenzó a hacer fotografía comercial. No era algo que le encantase, puesto que creía que no lo dejaba explotar su creatividad, aunque le proporcionaba suficiente dinero para vivir. Trabajó para marcas como IBM, AT&T, National Park Service y Kodak, y para revistas como Life y Fortune, además de ser fotógrafo asesor para Polaroid y Hasselblad. Este trabajo no sólo sirvió a Adams para el mencionado sustento financiero, sino que hizo de sus fotografías un icono de las bellezas naturales norteamericanas reconocidas en todas partes del mundo.
Weston y Strand le comenzaron a pedir consejos técnicos. Adams desarrolló el famoso «sistema de zonas», un método de medición y revelado que se utilizaba para dividir la graduación de luz de una escena en 11 zonas diferentes, del blanco al negro. Esto le permitía visualizar los diferentes niveles de gris en la fotografía final con gran precisión. 
Sus imágenes empezaron a volverse símbolos de Angloamérica, muchas de ellas centradas en el parque natural Yosemite. Ansel Adams luchó por defender la naturaleza y a sus animales, siendo los paisajes el principal tema de sus fotografías. Precisamente por esto fue criticado a menudo, ya que raramente se podía ver a una persona en una fotografía suya. El fotógrafo francés Henri Cartier-Bresson dijo sobre él: «El mundo se está cayendo a trozos y todo lo que Adams y Weston fotografían son piedras y árboles». Pese a opiniones como esa, recibió en 1981 el Premio internacional de la fundación Hasselblad. 
Algunos dicen que Adams fotografió lugares que ya ni existen, pero para otros ocurre lo contrario; algunos lugares siguen existiendo debido a Adams y su entusiasmo y esfuerzo por salvar estos lugares, a través de sus fotografías. 
Murió el 22 de abril de 1984, debido a un fallo en el corazón, posiblemente agravado por un cáncer pancreático.

## Obra

### El proyecto Mural
En 1941, Adams fue contratado por el Departamento del Interior del Gobierno de los EE. UU. para hacer fotos de parques naturales, reservas aborígenes y otros lugares, para ser usadas como fotografías murales en el nuevo edificio del Departamento en Washington D. C. Parte de su acuerdo con el Departamento fue que podría también hacer fotografías para su propio uso, ocupando su propia película y revelado. A pesar de que Adams guardó registros meticulosos de su viaje y sus gastos, fue menos disciplinado con el registro de las fechas de sus imágenes y se negó a registrar la fecha de «Moonrise over Hernandez», por lo que no quedó claro si pertenecía a Adams o al Gobierno de EE. UU. La posición de la luna permitió que la imagen fuera fechada mediante cálculos astronómicos y se determinó que fue tomada el 1 de noviembre de 1941, una jornada que Adams no había trabajado para el Departamento, por lo cual la imagen pertenecía a Adams. Lo misma disputa resultó no ser verdadera en muchos otros negativos, incluyendo The Tetons y Río serpiente que, habiendo sido realizados para el proyecto Mural, son propiedad del gobierno de EE. UU. El proyecto Mural se detuvo por la entrada en la Segunda Guerra Mundial de los Estados Unidos en 1942, y nunca fue terminado.

### Fotografías más importantes
- Monolith, The Face of Half Dome, 1927.
- Rose and Driftwood, 1932.
- Clearing Winter Storm, 1937.
- Moonrise, Hernandez, New Mexico, 1941.
- Ice on Ellery Lake, Sierra Nevada, 1941.
- Georgia O'Keeffe and Orville Cox at Canyon de Chelly 1945.
- Aspens, New Mexico, 1958.

### Libros de fotografías
- Ansel Adams: The Spirit of Wild Places, 2005. ISBN 1-59764-069-7
- America's Wilderness, 1997. ISBN 1-56138-744-4
- California, 1997. ISBN 0-8212-2369-0
- Yosemite, 1995. ISBN 0-8212-2196-5
- The National Park Photographs, 1995. ISBN 0-89660-056-4
- Photographs of the Southwest, 1994. ISBN 0-8212-0699-0
- Ansel Adams: In Color, 1993. ISBN 0-8212-1980-4
- Our Current National Parks, 1992.
- Ansel Adams: Classic Images, 1986. ISBN 0-8212-1629-5
- Polaroid Land Photography, 1978. ISBN 0-8212-0729-6
- These We Inherit: The Parklands of America, con Nancy Newhall, 1962.
- This is the American Earth, con Nancy Newhall, 1960. ISBN 0-8212-2182-5
- Born Free and Equal, 1944.  Spotted Dog Press

### Libros técnicos
- La cámara, 2002. Editorial: Omnicón. ISBN 84-88914-11-3
- El negativo, 1999. Editorial: Omnicón. ISBN 84-88914-10-5
- La copia, 1997. Editorial: Omnicón. ISBN 84-88914-07-5
- Examples: The Making of 40 Photographs ISBN 0-8212-1750-X